# Pica-pau-marata
O pica-pau-marata (Leiopicus mahrattensis)  é uma espécie de pequeno pica-pau encontrado no subcontinente indiano. É a única espécie inserida no gênero Leiopicus.

### classificação
o gênero foi descrito como dendrocopos mahrattensis em 1801 por latham depois mudado para leiopicus no mesmo ano